# Trypauchenichthys
Trypauchenichthys är ett släkte av fiskar. Trypauchenichthys ingår i familjen smörbultsfiskar.
Kladogram enligt Catalogue of Life:
| Trypauchenichthys | \| \| Trypauchenichthys larsonae \| \| \| \| \| \| Trypauchenichthys sumatrensis \| \| \| \| \| \| Trypauchenichthys typus \| \| \| \| |
|                   | \| \| Trypauchenichthys larsonae \| \| \| \| \| \| Trypauchenichthys sumatrensis \| \| \| \| \| \| Trypauchenichthys typus \| \| \| \| |
|                   | Trypauchenichthys larsonae |
|                   | |
|                   | Trypauchenichthys sumatrensis |
|                   | |
|                   | Trypauchenichthys typus |
|                   | |